# كاميرون دونبار
كاميرون دونبار (بالإنجليزية: Cameron Dunbar)‏ هو لاعب كرة قدم أمريكي في مركز الهجوم، ولد في 22 أكتوبر 2002 في كارسون في الولايات المتحدة. لعب مع لوس انجلوس غالاكسي 2.

## وصلات خارجية
- كاميرون دونبار على موقع الدوري الأمريكي (الإنجليزية)
- كاميرون دونبار على موقع قاعدة بيانات كرة القدم.إي يو (الإنجليزية)
- كاميرون دونبار على موقع Soccerway.com (الإنجليزية)